# Te cunosc de undeva! (sezonul 20)
Sezonul 20 al emisiunii de divertisment Te cunosc de undeva! a debutat la Antena 1 pe 17 februarie 2024.
Emisiunea este prezentată de Alina Pușcaș și Pepe.
Juriul este format din Andreea Bălan, Ozana Barabancea, Mihai Petre, Aurelian Temișan și Cristian Iacob.

## Format
Emisiunea constă în provocarea unor celebrități de a interpreta diferiți artiști muzicali săptămânal, aleși de către o "ruletă". Artiștii sunt apoi notați de către juriu.
Fiecare cuplu "se transformă" în alt artist în fiecare săptămână și interpretează o piesă muzicală, de asemenea acesta trebuie să și interpreteze dansul artistului respectiv. "Ruleta" poate să aleagă orice artist tânăr sau bătrân sau chiar un artist de sex opus sau decedat. Nou in acest sezon este faptul ca fiecare jurat va putea acorda, o singură dată pe sezon, un bonus de 100 de puncte unui cuplu, bonus care poate produce schimbări drastice în clasament.
La momentul extragerii următoarei melodii, un cuplu va putea primi doar un semn de întrebare pe led-urile din platou și un sunet distorsionat. Aceștia vor afla piesa misterioasă abia în repetițile ediției următoare.

## Cupluri de vedete
- Bella Santiago și Barbara Isasi
- Dima Trofim și Alexia Țalavutis
- Emi și Cuza
- Florin Ristei și Ilona Brezoianu
- Jo și Liviu Teodorescu
- Romică Țociu și Paula Chirilă
- Shift și Connect-R
- Zarug și Eliza Natanticu

## Interpretări
Legendă:
     Câștigător
| Concurenți                      | Ediția 1                          | Ediția 2                        | Ediția 3               | Ediția 4                         | Ediția 5                      | Ediția 6                      | Ediția 7                   | Ediția 8                   |
| ------------------------------- | --------------------------------- | ------------------------------- | ---------------------- | -------------------------------- | ----------------------------- | ----------------------------- | -------------------------- | -------------------------- |
| Bella Santiago & Barbara Isasi  | J Balvin & Bebe Rexha             | Ariana Grande & Nicki Minaj     | Ion Dolănescu          | Black Eyed Peas                  | Taco                          | Cardi B & Megan Thee Stallion | Bruno Mars                 | Mario Fresh & Renvto       |
| Dima Trofim & Alexia Țalavutis  | Cher & Tina Turner                | Jason Derulo & Tesher           | Delia                  | Cabaret                          | Baby Shark                    | Taraf de Caliu                | CeeLo Green                | Ken                        |
| Emi & Cuza                      | Backstreet Boys                   | Stela Popescu & Arșinel         | Boney M                | Tones and I                      | Madonna                       | Klemen Slakonja               | Chicago                    | El Chombo                  |
| Florin Ristei & Ilona Brezoianu | AC/DC                             | Christina Aguilera              | Pippo Franco           | Brendon Urie & Taylor Swift      | Sandu Ciorbă                  | Nancy Sinatra                 | Veronica & Motanul Dănilă  | Pedro Capo & Farruko       |
| Jo & Liviu Teodorescu           | Rihanna                           | Phir Bhi Dil Hai Hindustani     | Karol G                | Oana Radu                        | Lil Nas X                     | Carrapicho                    | Meghan Trainor             | Annie Lennox & David Bowie |
| Romică Țociu & Paula Chirilă    | Maria Tănase & Andra              | Jerry Lee Lewis                 | Snoop Dogg & Dr. Dre   | Irina Loghin                     | Genesis                       | Lady Gaga                     | Grease                     | Raffaella Carrà            |
| Connect-R & Shift               | Sister Act                        | The Rolling Stones              | Ed Sheeran             | Aretha Franklin                  | The Prodigy                   | Teddy Swims                   | 4 Non Blondes              | The Benny Hill Show        |
| Zarug & Eliza Natanticu         | Hocus Pocus                       | Mioara Velicu                   | Ozzy Osbourne          | PSY & Suga                       | Dr. Bombay                    | Loredana & B.U.G. Mafia       | Dead or Alive              | Ricky Martin               |
|                                 |                                   |                                 |                        |                                  |                               |                               |                            |                            |
| Concurenți                      | Ediția 9                          | Ediția 10                       | Ediția 11              | Ediția 12                        | Ediția 13                     | Ediția 14                     | FINALA                     |                            |
| Bella Santiago & Barbara Isasi  | Dua Lipa & DaBaby                 | Loreen                          | Adam Lambert           | Dan Spătaru                      | Michael Jackson               | Shakira & Beyoncé             | Elvis Presley              |                            |
| Dima Trofim & Alexia Țalavutis  | Kylie Minogue                     | Ricchi e Poveri                 | Gene Kelly             | Aladdin                          | Britney Spears                | Marc Anthony & Jennifer Lopez | Hairspray - The Musical    |                            |
| Emi & Cuza                      | Snap                              | Depeche Mode                    | Shrek & Fiona          | Rema                             | Feuerschwanz                  | Florin Ristei & Vescan        | Chris Brown & Busta Rhymes |                            |
| Florin Ristei & Ilona Brezoianu | Shirley Bassey                    | Zhang Jianciu & Lei Minmin      | George Michael         | Horia Brenciu & Ozana Barabancea | Miley Cyrus                   | Robbie Williams               | Guns N' Roses              |                            |
| Jo & Liviu Teodorescu           | Looney Tunes                      | Käärijä & Erika Vikman          | Shania Twain           | Katy Perry & Juicy J             | Franzl Lang & Kurt Grosskurth | Gloria Gaynor                 | Calum Scott & Leona Lewis  |                            |
| Romică Țociu & Paula Chirilă    | Connect-R & Viorica de la Clejani | Los del Río                     | Bruce Springsteen      | Dalida                           | Dean Martin & Jerry Lewis     | Amy Winehouse                 | Akshay Kumar               |                            |
| Connect-R & Shift               | Dehli Belly                       | Ștefan Bănică & Ileana Sărăroiu | Namewee & Meu Ninomiya | Tom Jones                        | Tina Turner & Rod Stewart     | Eros Ramazzotti               | Aurelian Andreescu         |                            |
| Zarug & Eliza Natanticu         | Becky G & Bad Bunny               | Adele                           | Ionuț Cercel           | Culture Club                     | Ya Mustafa                    | Marilyn Monroe                | Exotic                     |                            |

## Scor total
Legenda
Numere roșii indică concurentul care a obținut cel mai mic scor.
Numere verzi indică concurentul care a obținut cel mai mare scor.
     indică concurentul care a părăsit competiția.
     indică concurentul câștigător.
     indică concurentul de pe locul 2.
     indică concurentul de pe locul 3.
| Concurenți        | Cel mai mic scor inclusiv finala | Cel mai mare scor inclusiv finala | 1  | 2  | 3   | 4   | 5  | 6  | 7   | 8   | 9  | 10  | 11 | 12 | 13 | 14 | Public | locuri | Total (1-14) | Finala | Locuri |
| ----------------- | -------------------------------- | --------------------------------- | -- | -- | --- | --- | -- | -- | --- | --- | -- | --- | -- | -- | -- | -- | ------ | ------ | ------------ | ------ | ------ |
| Bella & Barbara   | 27                               | 72                                | 47 | 58 | 27  | 61  | 52 | 60 | 43  | 27  | 46 | 53  | 61 | 30 | 72 | 47 | 295    | 5      | 979          | ―      | ―      |
| Dima & Alexia     | 30                               | 86                                | 48 | 49 | 51  | 77  | 37 | 38 | 30  | 53  | 41 | 42  | 86 | 44 | 50 | 69 | 259    | 6      | 974          | ―      | ―      |
| Emi & Cuza        | 30                               | 628                               | 33 | 39 | 40  | 35  | 33 | 53 | 188 | 41  | 30 | 56  | 54 | 47 | 30 | 35 | 317    | 4      | 1031         | 3      | 628    |
| Florin & Ilona    | 39                               | 638                               | 41 | 75 | 175 | 48  | 39 | 44 | 50  | 40  | 43 | 60  | 40 | 48 | 64 | 45 | 309    | 2      | 1121         | 1      | 638    |
| Jo & Liviu        | 29                               | 609                               | 40 | 56 | 61  | 29  | 64 | 51 | 46  | 78  | 59 | 177 | 40 | 79 | 33 | -  | -      | 1      | -            | 4      | 609    |
| Romică & Paula    | 28                               | 81                                | 45 | 42 | 56  | 29  | 37 | 42 | 47  | 37  | 81 | 31  | 28 | 45 | 44 | 36 | 233    | 8      | 833          | ―      | ―      |
| Connect-R & Shift | 31                               | 629                               | 33 | 34 | 42  | 47  | 89 | 47 | 39  | 168 | 47 | 33  | 41 | 55 | 45 | 31 | 302    | 3      | 1053         | 2      | 629    |
| Zarug & Eliza     | 27                               | 154                               | 93 | 27 | 28  | 154 | 29 | 45 | 37  | 36  | 33 | 28  | 30 | 32 | 42 | 57 | 226    | 7      | 897          | ―      | ―      |

## Ediții

### Ediția 1
- difuzare originală : 17 februarie 2024

| Nr. | Celebritate                     | Scor                    | Puncte bonus                        | Muzică                                        | Loc | Total |
| --- | ------------------------------- | ----------------------- | ----------------------------------- | --------------------------------------------- | --- | ----- |
| 01  | Bella Santiago & Barbara Isasi  | 47 (10, 8, 12, 10, 7)   | —                                   | J Balvin & Bebe Rexha — "Say my name"         | 3   | 47    |
| 02  | Dima Trofim & Alexia Țalavutis  | 48 (9, 10, 10, 11, 8)   | —                                   | Cher & Tina Turner — "Shame Shame Shame"      | 2   | 48    |
| 03  | Emi & Cuza                      | 33 (6, 5, 6, 6, 10)     | —                                   | Backstreet Boys — "Everybody"                 | 7/8 | 33    |
| 04  | Florin Ristei & Ilona Brezoianu | 41 (8, 7, 7, 8, 11)     | —                                   | AC/DC — "Thunderstruck"                       | 5   | 41    |
| 05  | Jo & Liviu Teodorescu           | 40 (5, 12, 9, 5, 9)     | —                                   | Rihanna — "We found love"                     | 6   | 40    |
| 06  | Romică Țociu & Paula Chirilă    | 40 (11, 6, 8, 9, 6)     | 5 (Zarug & Eliza Natanticu)         | Maria Tănase & Andra — "Cine iubeste si lasa" | 4   | 45    |
| 07  | Connect-R & Shift               | 33 (7, 9, 5, 7, 5)      | —                                   | Sister Act — "I Will Follow Him"              | 7/8 | 33    |
| 08  | Zarug & Eliza Natanticu         | 58 (12, 11, 11, 12, 12) | 5 (Bella Santiago & Barbara Isasi)  | Hocus Pocus — "I put a spell on you"          | 1   | 93    |
| 08  | Zarug & Eliza Natanticu         | 58 (12, 11, 11, 12, 12) | 5 (Dima Trofim & Alexia Țalavutis)  | Hocus Pocus — "I put a spell on you"          | 1   | 93    |
| 08  | Zarug & Eliza Natanticu         | 58 (12, 11, 11, 12, 12) | 5 (Emi & Cuza)                      | Hocus Pocus — "I put a spell on you"          | 1   | 93    |
| 08  | Zarug & Eliza Natanticu         | 58 (12, 11, 11, 12, 12) | 5 (Florin Ristei & Ilona Brezoianu) | Hocus Pocus — "I put a spell on you"          | 1   | 93    |
| 08  | Zarug & Eliza Natanticu         | 58 (12, 11, 11, 12, 12) | 5 (Jo & Liviu Teodorescu)           | Hocus Pocus — "I put a spell on you"          | 1   | 93    |
| 08  | Zarug & Eliza Natanticu         | 58 (12, 11, 11, 12, 12) | 5 (Romică Țociu & Paula Chirilă)    | Hocus Pocus — "I put a spell on you"          | 1   | 93    |
| 08  | Zarug & Eliza Natanticu         | 58 (12, 11, 11, 12, 12) | 5 (Connect-R & Shift)               | Hocus Pocus — "I put a spell on you"          | 1   | 93    |

### Ediția 2
- difuzare originală : 24 februarie 2024

| Nr. | Celebritate                     | Scor                   | Puncte bonus                       | Muzică                                         | Loc | Total |
| --- | ------------------------------- | ---------------------- | ---------------------------------- | ---------------------------------------------- | --- | ----- |
| 01  | Bella Santiago & Barbara Isasi  | 48 (9, 11, 9, 9, 10)   | 5 (Connect-R & Shift)              | Ariana Grande & Nicki Minaj — "Side to side"   | 2   | 58    |
| 01  | Bella Santiago & Barbara Isasi  | 48 (9, 11, 9, 9, 10)   | 5 (Zarug & Eliza Natanticu)        | Ariana Grande & Nicki Minaj — "Side to side"   | 2   | 58    |
| 02  | Dima Trofim & Alexia Țalavutis  | 49 (8, 10, 10, 10, 11) | —                                  | Jason Derulo & Tesher — "Jalebi Baby"          | 4   | 49    |
| 03  | Emi & Cuza                      | 29 (6, 5, 7, 6, 5)     | 5(Florin Ristei & Ilona Brezoianu) | Stela Popescu & Alexandru Arșinel — "Medly"    | 6   | 39    |
| 03  | Emi & Cuza                      | 29 (6, 5, 7, 6, 5)     | 5 (Bella Santiago & Barbara Isasi) | Stela Popescu & Alexandru Arșinel — "Medly"    | 6   | 39    |
| 04  | Florin Ristei & Ilona Brezoianu | 55 (12, 12, 11, 11, 9) | 5 (Jo & Liviu Teodorescu)          | Christina Aguilera — "Candyman"                | 1   | 75    |
| 04  | Florin Ristei & Ilona Brezoianu | 55 (12, 12, 11, 11, 9) | 5 (Dima Trofim & Alexia Țalavutis) | Christina Aguilera — "Candyman"                | 1   | 75    |
| 04  | Florin Ristei & Ilona Brezoianu | 55 (12, 12, 11, 11, 9) | 5 (Romică Țociu & Paula Chirilă)   | Christina Aguilera — "Candyman"                | 1   | 75    |
| 04  | Florin Ristei & Ilona Brezoianu | 55 (12, 12, 11, 11, 9) | 5 (Emi & Cuza)                     | Christina Aguilera — "Candyman"                | 1   | 75    |
| 05  | Jo & Liviu Teodorescu           | 56 (11, 9, 12, 12, 12) | —                                  | Phir Bhi Dil Hai Hindustani — "We found love"  | 3   | 56    |
| 06  | Romică Țociu & Paula Chirilă    | 42 (10, 8, 8, 8, 8)    | —                                  | Jerry Lee Lewis — "Great Balls Of Fire"        | 5   | 42    |
| 07  | Connect-R & Shift               | 34 (7, 7, 6, 7, 7)     | —                                  | The Rolling Stones — "Satisfaction"            | 7   | 34    |
| 08  | Zarug & Eliza Natanticu         | 27 (5, 6, 5, 5, 6)     | —                                  | Mioara Velicu — "Zi-i Gheorghita, zi-i cu foc" | 8   | 27    |